# El gaucho y el diablo
 El gaucho y el diablo  es una película de Argentina dirigida por Ernesto Remani sobre el guion de José María Fernández Unsain según el cuento El diablillo de la botella, de Robert Louis Stevenson que se estrenó el 3 de noviembre de 1952 y que tuvo como protagonistas a Juan José Míguez, Elisa Christian Galvé, Francisco Martínez Allende y Elina Colomer. Es el primer filme de largo metraje realizado en Argentina con el sistema de Anscocolor pero solo se conservan actualmente copias en blanco y negro.

## Sinopsis
Un estanciero hace un pacto con el diablo para lograr la felicidad y el amor.

## Reparto
- Juan José Míguez
- Elisa Christian Galvé
- Francisco Martínez Allende
- Elina Colomer
- César Fiaschi
- Blanca del Prado
- Raúl del Valle
- Audón López
- Cristina Pall
- Roberto Longo
- Víctor Ferrari
- Lalo Hartich
- Fernando Labat

## Comentarios
King dijo en su crónica:

”Realizada casi íntegramente en exteriores, encuentra el color, grato a la vista, oportunidad de embellecer el paisaje, aunque a veces no haga lo mismo con el rostro de los intérpretes.”

Por su parte La Razón opinó del filme:

”Un malogrado intento…influyó en forma decisiva la falta de laboratorios para el revelado, aspecto técnico que debió cumplimentarse en el extranjero. Ello dio por resultado una serie de defectos en el montaje y una apreciable falta de  unidad en la compaginación.”